# NGC 1169
NGC 1169 è una vasta galassia a spirale barrata situata nella costellazione di Perseo, a una distanza di circa 107 milioni di anni luce dalla nostra Via Lattea.

## Scoperta
La galassia è stata scoperta l'11 dicembre 1786 dall'astronomo britannico di origine tedesca William Herschel.

## Descrizione
NGC 1169 ha una classe di luminosità II e presenta una larga riga a 21 cm dell'idrogeno neutro.
La parte centrale della galassia appare di colore rossastro, indice della presenza di stelle vecchie. L'anello esterno invece contiene grandi stelle bianche e blu di formazione più recente. L'intera galassia sta ruotando a una velocità di circa 265 km/s.